# Альпінія звичайна
Альпінія звичайна, галгант, калган тайський, калган великий, тайський імбир (Alpinia galanga) — вид рослин роду альпінія (Alpinia).

## Назва
Див. Калган (значення)

## Будова
З горбкуватих кореневищ виростають великі, до 2 метрів заввишки, стебла з численними листками. Квіти білого кольору. Червоні плоди містять 3-6 насінини.

## Поширення та середовище існування
Тіньолюбна рослина. Росте в лісах та ярах. Походить з Південної Азії та Індонезії. Вирощують в Малайзії, Лаосі та Таїланді.

## Практичне використання
Переважно застосовують у різних стравах як приправу. Ризоми мають сильний запах перцю і хвої. Червоні фрукти рослини нагадують запахом кардамон. Широко використовується у тайській кухні для карі та супів.
У кореневищі виділений флавоноїд ґаланґін.